# ミロスラヴ・クルレジャ
ミロスラヴ・クルレジャ（Miroslav Krleža, 1893年7月7日 - 1981年12月29日）は、クロアチアの小説家、詩人、劇作家。

## 生涯
オーストリア＝ハンガリー帝国のクロアチア＝スラヴォニア王国ザグレブで生まれる。ハンガリーのブダペストにあるルドビツェウム陸軍士官学校に進学。1914年より著述し始めるが、第一次世界大戦中の1915年にオーストリア＝ハンガリー帝国軍人として参加し、翌年になって東部戦線のガリツィアに送られた。戦地から帰還後、本格的に執筆活動に入る。
クルレジャは多作で知られ、代表作の多くは戦間期に書かれている。1922年に発表されたクロアチア兵士が主人公の反戦短編小説『Hrvatski bog Mars』により名声が本国内で鳴り響く。その他著名な短編小説には1932年刊行の『Hiljadu i jedna smrt』（『千と一つの死』栗原成郎訳 筑摩書房 1965年）がある。戯曲では表現主義、また自然主義やリアリズムの作風が多く、代表作の一作とされる1928年に発表した上流階級の一家が家族内の矛盾から一家破滅に至るリアリズム戯曲『Gospoda Glembajevi』はヘンリック・イプセンの影響が見られる。本作はクロアチア文学随一の戯曲とされている。長編小説では1932年に発表された『Povratak Filipa Latinovicza』がクルレジャの長編小説としては最高傑作とされ、完成された最初の近代クロアチア小説とも評される。それから1936年に哲学詩集『Balade Petrice Kerempuha』を発表した。
マルクス主義に感化されたことから1918年にユーゴスラビア共産主義者同盟に加入するが、政策や芸術における意見の食い違いから1939年に除名された。またクルレジャは第二次世界大戦中のパルチザンの参加を拒絶した。戦時中はザグレブで隠遁生活を送る。そのため一切の発言は沈黙とされ、作品の発表も皆無であった。戦後まもなく1947年にユーゴスラビア科学芸術アカデミー副総裁に就く。さらにユーゴスラビア作家同盟議長や百科事典研究所所長といった重職を歴任、ユーゴスラビア百科事典を刊行した。
オーストリア国家賞（1975年）、ストルガ詩の夕べ金冠賞（1979年）、ヘルダー賞、ヴラディミル・ナゾル賞、NIN賞などを受賞し、ノーベル文学賞に9年連続ノミネートした。ザグレブで1981年に他界し、ユーゴスラビアで国葬が執り行われた。

## 著作

### 小説、詩集
- “Pjesme” 1巻、2巻 (1918)
- “Pjesme” 3巻 (1919)
- “Hrvatski bog Mars” (1922)
- “Pjesme u tmini” (1937)
- “Novele” (1924)
- “Hiljadu i jedna smrt” (1932)
- “Povratak Filipa Latinovicza” (1932)
- “Novele” (1937.)
- “Balade Petrice Kerempuha” (1936)
- “Na rubu pameti” (1938)
- “Banket u Blitvi” (1938.)
- “Zastave” [1969)

### 戯曲
- "Legenda" (1914)
- "Maskerata" (1914)
- “Kraljevo” (1915)
- “Kristofor Kolumbo” (1917)
- “Michelangelo Buonarroti” (1918)
- "Saloma" (1918.)
- “U logoru” (1920)
- "Adam i Eva" (1922)
- "Galicija" (1922)
- "Golgota" (1922)
- "Vučjak" (1923)
- "Gospoda Glembajevi" (1929)
- "U agoniji" (1928)
- “Leda” (1930)
- “Aretej” (1959)

### エッセイ
- "Evropa danas" (1935)
- "Deset krvavih godina" (1937)
- "Eppur si muove" (1938)
- "Knjiga studija i putopisa" (1939)
- "Dijalektički antibarbarus" (1939)
- "Moj obračun s njima